# Buskea dichotoma
Buskea dichotoma is een mosdiertjessoort uit de familie van de Celleporidae. De wetenschappelijke naam van de soort is, als Cellepora dichotoma, voor het eerst geldig gepubliceerd in 1862 door Hincks.